# Свагерс, Шарль
Шарль Свагерс (фр. Charles Swagers нидерл. Zwagers (1792-после 1849 гг.) — французский живописец начала XIX века из франко — голландской династии художников Свагерс, работавший преимущественно с историческими, религиозными сюжетами и охотничьими сценами.

## Биография

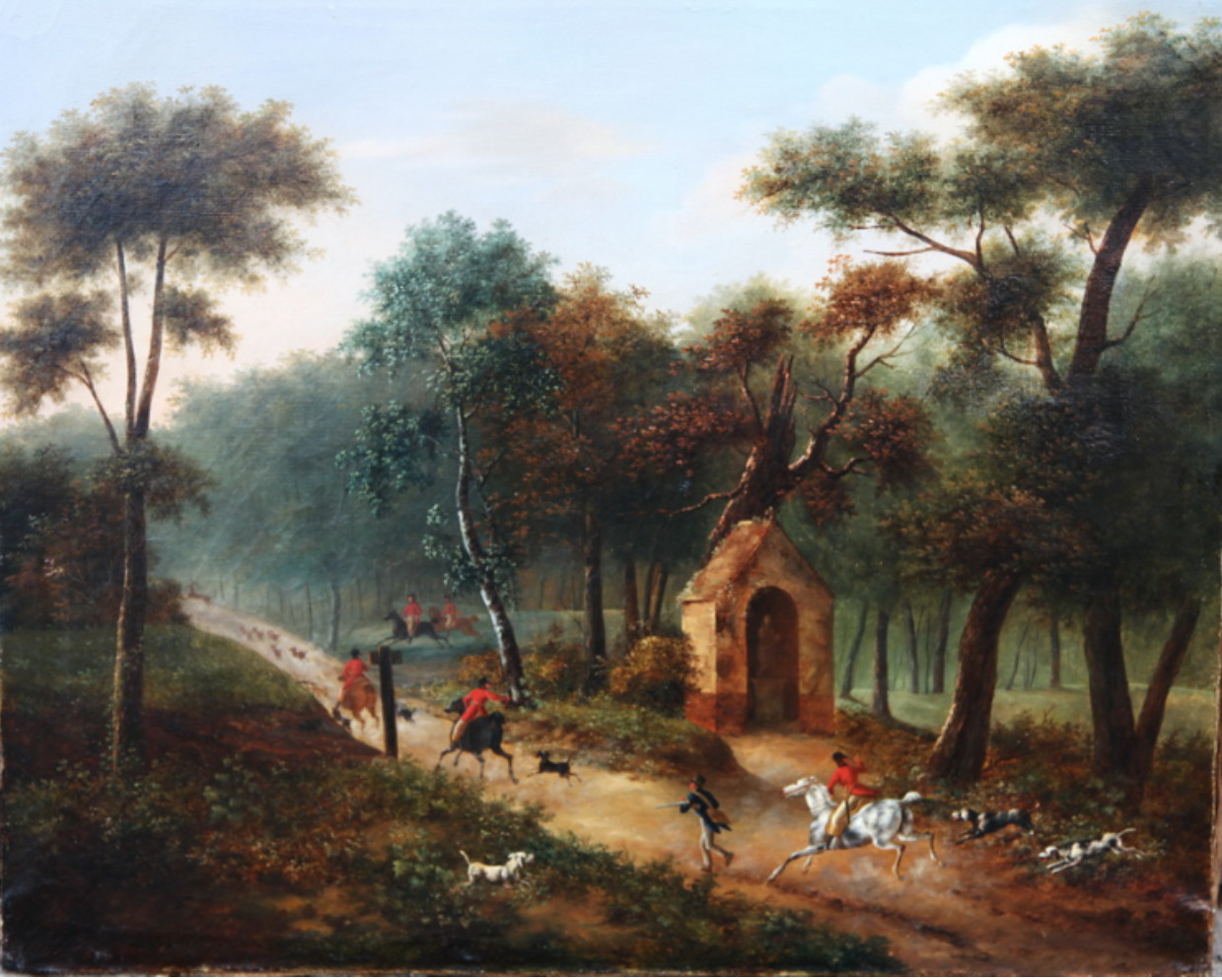
«Охотничья сцена», 1840.

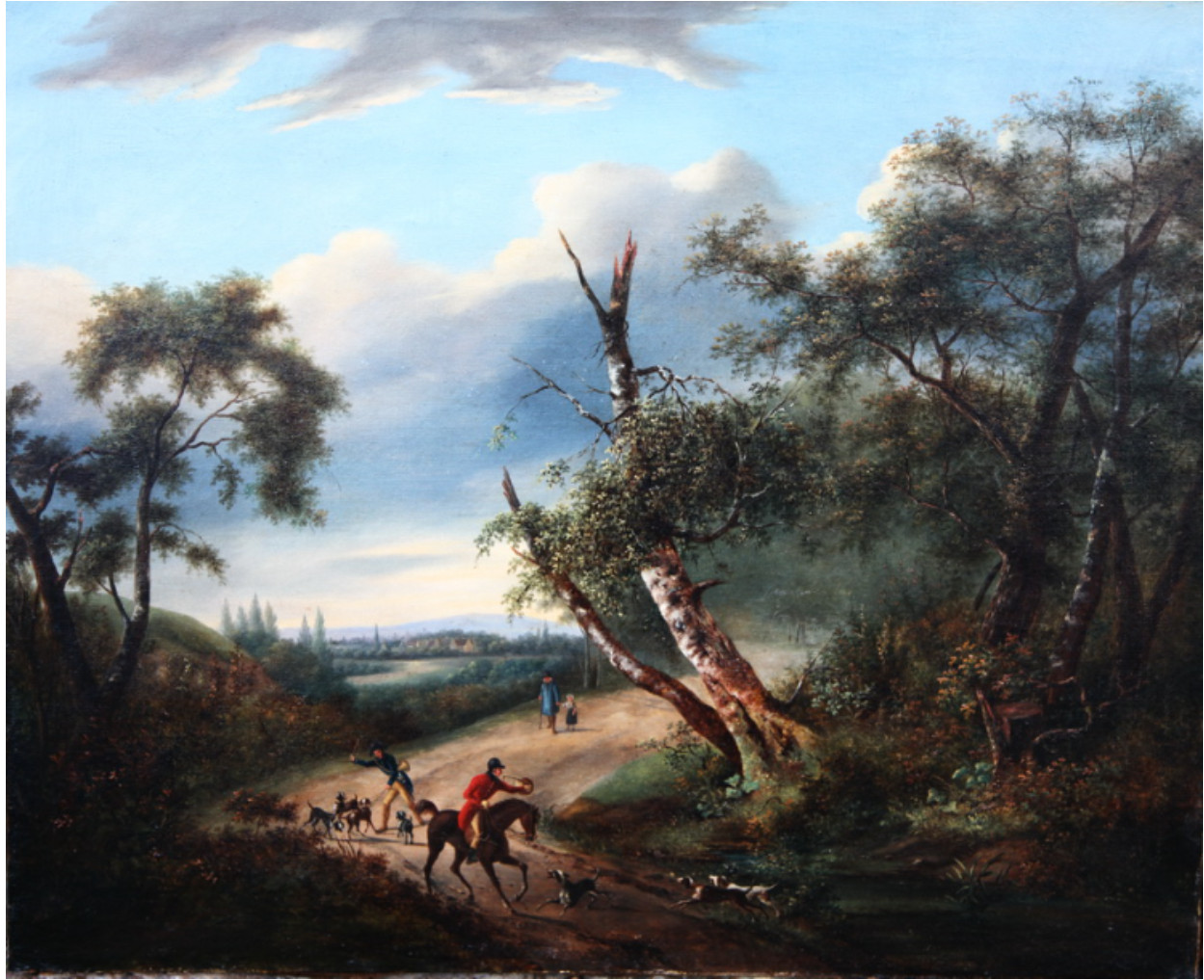
«Охотничья сцена», 1840.

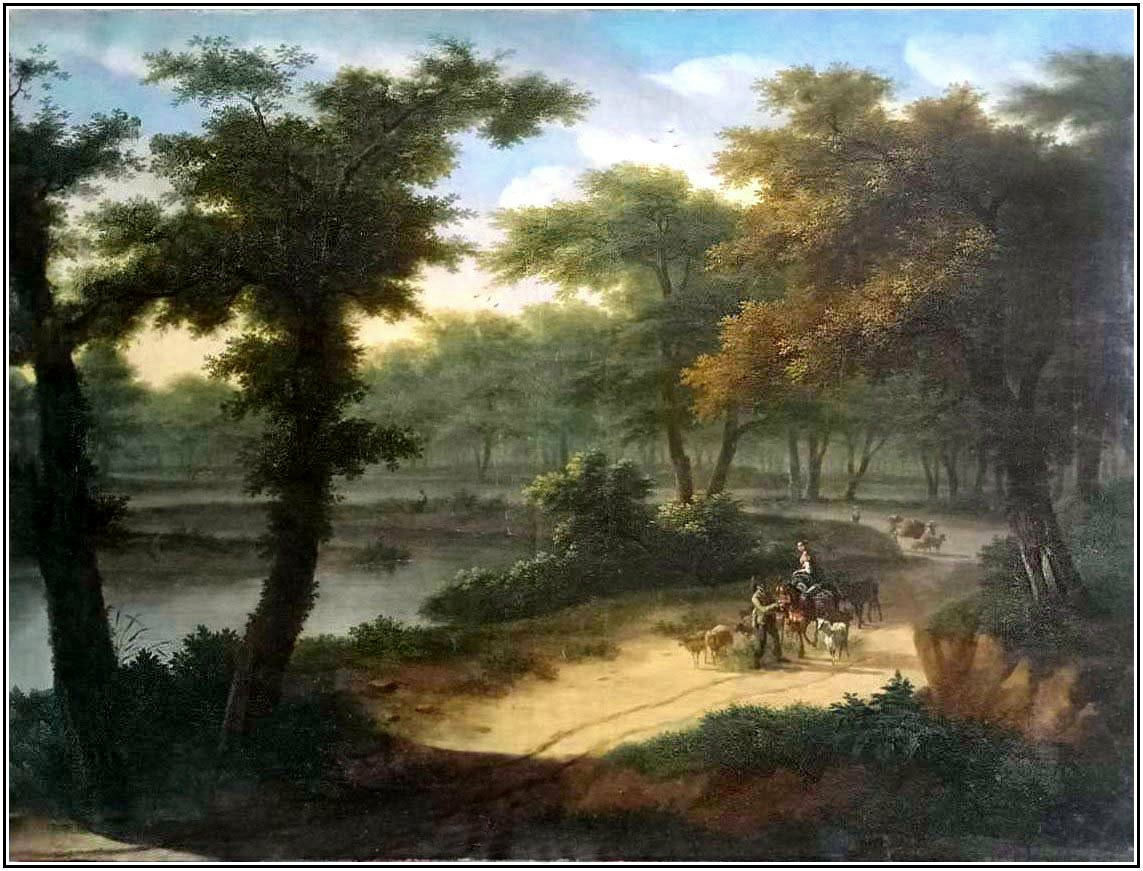
Франс Свагерс: «Пасторальная сцена», конец XVIII — начало XIX века. В изображениях природы Шарля Свагерса прослеживается влияние его отца.

Шарль Свагерс родился в 1792 году в семье художников. Его отец Франс Свагерс по происхождению голландец, художник — маринист, мастер классических пасторальных сцен эмигрировал за несколько лет до рождения сына из голландского Утрехта.
Его мать, Элизабет, урождённая Мери — впоследствии известная художница — миниатюрист и профессор рисования в Экуэне. Его сестра, Каролина, также ученица отца, практиковала в Париже и с 1831 г. часто участвовала в Парижском Салоне.

## Творчество
Первые уроки живописи Шарль получает у своих родителей. В работах Шарля без труда угадывается влияние его отца Франса Свагерса, выразившееся в построении сюжета, технике исполнения живописных работ.
Шарль Свагерс участник Парижского Салона.
Он работает преимущественно в жанре исторической и религиозной живописи. Также сохранилось несколько его коммерческих работ с пользовавшимися спросом в это время охотничьими сценами.
Наибольшую известность он получил благодаря гризайли «Гробница Марии Кристины Австрийской» работы Антонио Кановы, представленной им на Парижском Салоне 1833 года.
Картина была приобретена Художественным музеем Принстонского университета в 1970 году где и находится в настоящее время.
Положительные отзывы позволили ему получить заказы на оформление церквей живописными работами.
В храме Сен-Луи в Гиене хранится картина Шарля Свагерса «Святой Николай». В 1840 году он получает приглашение на преподавательскую работу и переезжает в Дьеп и, как и его мать, становится профессором рисунка и композиции.
Сын Шарля Свагерса, Эдуард, также как и его предки был художником и литографом, практиковавшим в Париже. Дата смерти Шарля Свагерса неизвестно. Согласно датировке сохранившихся его работ это произошло после 1849 года.
Его имя занесено в список наиболее заметных художников
Checklist of Painters from 1200—1994.